# Danish Touringcar Championship

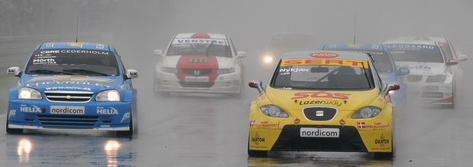
Danish Touringcar Championship im Padborg Park 2007

Die Danish Touringcar Championship (kurz: DTC) ist die nationale Tourenwagen-Meisterschaft in Dänemark. Sie wurde von 1999 bis 2010 ausgetragen und nach dem nach dem Super-2000-Reglement bestritten.

## Serienbeschreibung
Die Rennen wurden größtenteils auf dänischen Rennstrecken veranstaltet, wobei die Mehrheit der Rennen auf dem Jyllandsringen stattfindet. Nebst dem Ring Djursland findet sich die Meisterschaft auch im Padborg Park in der Nähe der deutsch-dänischen Grenze ein. Das einzige Auslandsrennen fand bis 2009 auf dem Sturup Raceway in Schweden statt. 2010 werden einige Rennen mit der Swedish Touring Car Championship gemeinsam ausgetragen und der Scandinavian Touring Car Cup vergeben. So gastiert die DTC auch beim Göteborg City Race und auf dem Ring Knutstorp in Schweden. 
Im Rahmenprogramm der Rennwochenenden sind auch weitere nationale Rennserien am Start, so zum Beispiel Den Blå Avis MC600 (Motorrad), der dänische Clio Cup, Advan Cup und Volkswagen Polo Cup, sowie die Formel Ford. Immer wieder sind auch die international bekannten Dänen John Nielsen, Jan Magnussen, Jason Watt oder Kurt Thiim in der DTC unterwegs.
Punkte werden nach jedem der drei Rennen an den Rennsonntagen nach dem Schema 20-17-15-13-11-10-9-8-7-6-5-4-3-2-1 für die ersten 15 Rennfahrer vergeben.

## Nachfolgeserien
Ab 2011 wurde die Serie mit der Swedish Touring Car Championship zum Scandinavian Touring Car Championship vereinigt. Schon 2010 trug man gemeinsam den Scandinavian Touring Car Cup aus.
Ab 2012 bis 2019 gab es mit der Danish Thundersport Championship eine Nachfolgeserie. Hier kamen, wie im schwedischen der Camaro Cup, Rohrrahmen-basierte Chevrolet Camaros zum Einsatz. Ab 2020 löste die TCR Denmark die Thundersports Serie ab. Seit 2025 gibt es mit der Touring Car Championship Denmark wieder eine Serie in der Tourenwagen abseits des TCR-reglements starten können.   

## Meister
| Jahr | Fahrer          |
| ---- | --------------- |
| 1999 | Jesper Sylvest  |
| 2000 | Michael Carlsen |
| 2001 | Michael Carlsen |
| 2002 | Jason Watt      |
| 2003 | Jan Magnussen   |
| 2004 | Casper Elgaard  |
| 2005 | Casper Elgaard  |
| 2006 | Casper Elgaard  |
| 2007 | Michel Nykjær   |
| 2008 | Jan Magnussen   |
| 2009 | Michel Nykjær   |
| 2010 | Casper Elgaard  |